# Grunenburg
Grunenburg ist eine Hofschaft im Osten der bergischen Großstadt Solingen. Dort entstand im Jahre 1883 das erste Solinger Wasserwerk sowie fünf Jahre später das erste Solinger Elektrizitätswerk für Kraftstrom. Außerdem war die Grunenburg in der Mitte des 19. Jahrhunderts als Heimat des Sozialisten Carl Klings eine der Hochburgen der Revolutionsbewegung im Bergischen Land.:135f.

## Lage und Beschreibung
Grunenburg liegt im Stadtbezirk Solingen-Mitte in einem bewaldeten Tal zwischen der Bundesstraße 229, der Remscheider Straße, die über Müngsten nach Remscheid führt, und der Wupper. Grunenburg wird durch eine Stichstraße von der B 229 erschlossen, bevor die Straße an Eulswaag und Halfeshof vorbei in Serpentinen bis hoch nach Krahenhöhe führt. Den Namen der Hofschaft trug die inzwischen niedergelegte Brücke Grunenburg, die den Schmalspurbahnen der Ronsdorf-Müngstener Eisenbahn die Querung der Wupper ermöglichte. Bei Grunenburg mündet der Windfelner Bach in die Wupper, der kurz zuvor das Wasser aus dem zufließenden Grunenburger Bach aufnimmt. Zur Hofschaft selbst gehören nur wenige Häuser.
Benachbarte Orte sind bzw. waren (von Nord nach West): Kirschberger Kotten, Brucher Kotten, Müngsten, Schaltkotten, Schaberg, Felsenkeller, Windfeln und Eulswaag.

## Etymologie
Der Ortsname leitet sich ursprünglich von dem Wort Cronenburg ab. Er bezeichnete tatsächlich eine dort vorhandene Burganlage, die von Rittern des Johanniterordens genutzt wurde.:134

## Geschichte

### Allgemeines
Der Ort kann bis in die Mitte des 14. Jahrhunderts zurückverfolgt werden, als er 1369 erstmals in einer Urkunde erwähnt wurde.:134 Wie der Nachbarort Windfeln war auch Grunenburg ursprünglich im Besitz des Johanniterordens. Außerdem befand sich im Ort ein Gut, das über Jahrhunderte von der reformierten Kirche Radevormwald bewirtschaftet wurde.:134
In der Karte Topographia Ducatus Montani, Blatt Amt Solingen, von Erich Philipp Ploennies aus dem Jahre 1715 ist der Ort mit einer Hofstelle verzeichnet und als Cronenburg benannt. Er wird dort mit dem Symbol eines Freihofs dargestellt. Seit dem Mittelalter gehörte der Ort zur bergischen Honschaft Dorp im Amt Solingen. Die Topographische Aufnahme der Rheinlande von 1824 verzeichnet den Ort nur unbenannt und die Preußische Uraufnahme von 1844 als Grunenburg. In der Topographischen Karte des Regierungsbezirks Düsseldorf von 1871 ist der Ort ebenfalls nur unbenannt verzeichnet.
Nach Gründung der Mairien und späteren Bürgermeistereien zu Beginn des 19. Jahrhunderts gehörte Grunenburg zur Bürgermeisterei Dorp, die im Jahre 1856 das Stadtrecht erhielt.
1815/16 lebten 22 Einwohner im Ort, 1830 waren es 23 Einwohner. 1832 gehörte Grunenburg unter dem Namen Grünenburg weiterhin der Bürgermeisterei Dorp an. Der laut der Statistik und Topographie des Regierungsbezirks Düsseldorf als Hofstadt kategorisierte Ort besaß zu dieser Zeit zwei Wohnhäuser, eine Fabrik bzw. Mühle und drei landwirtschaftliche Gebäude. Zu dieser Zeit lebten sieben Einwohner im Ort, davon zwei katholischen und fünf evangelischen Glaubens. Im Gemeindelexikon für die Provinz Rheinland werden 1885 drei Wohnhäuser mit 21 Einwohnern angegeben. Am 1. Januar 1889 wurde die Bürgermeisterei und Stadt Dorp mit Grunenburg in die Stadt Solingen eingemeindet. 1895 besitzt der Ort vier Wohnhäuser mit 34 Einwohnern, 1905 vier Wohnhäuser und 27 Einwohner.
Das prägende Fachwerkhausensemble der Hofschaft Grunenburg 1, 2, 4 seit dem 9. Oktober 1984 unter Denkmalschutz.

### Revolutionsgeschehen

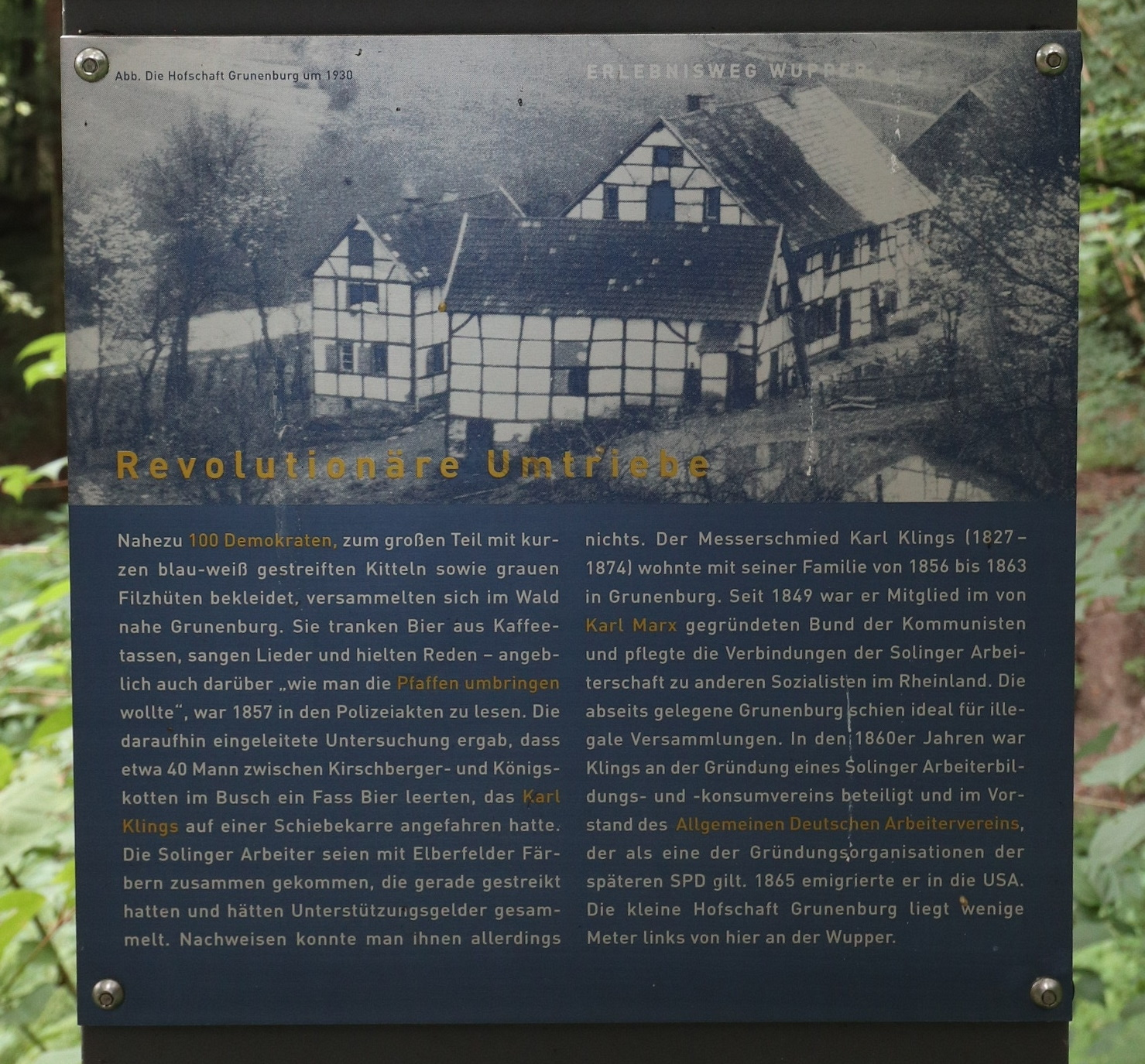
Info-Tafel des Erlebniswegs Wupper zum Revolutionsgeschehen in Grunenburg

Der in Wald geborene Sozialist Carl Klings zog 1846 mit seinen Eltern nach Grunenburg. Von dort aus setzte er sich in der Deutschen Revolution 1848/1849 für die Arbeitslosen in Dorp ein. Klings wurde in den Bund der Sozialisten aufgenommen, der von Karl Marx gegründet wurde.:135, 136
Als die Aktivitäten der Sozialisten nach der Revolution in die Illegalität abgedrängt wurden, nutzte Klings die Abgeschiedenheit des Ortes Grunenburg aus und hielt in den 1850er Jahren auch geheime Versammlungen in den Wäldern zwischen Grunenburg und Müngsten ab. Dabei nahmen auch Sozialisten aus Remscheid und Wuppertal teil. Klings war zu Beginn der 1860er Jahre Mitbegründer von Sozialistenorganisationen in Solingen wie dem Allgemeinen Deutschen Arbeiterverein, bevor er 1865 in die USA emigrierte.:137

### Wasser- und Elektrizitätswerk

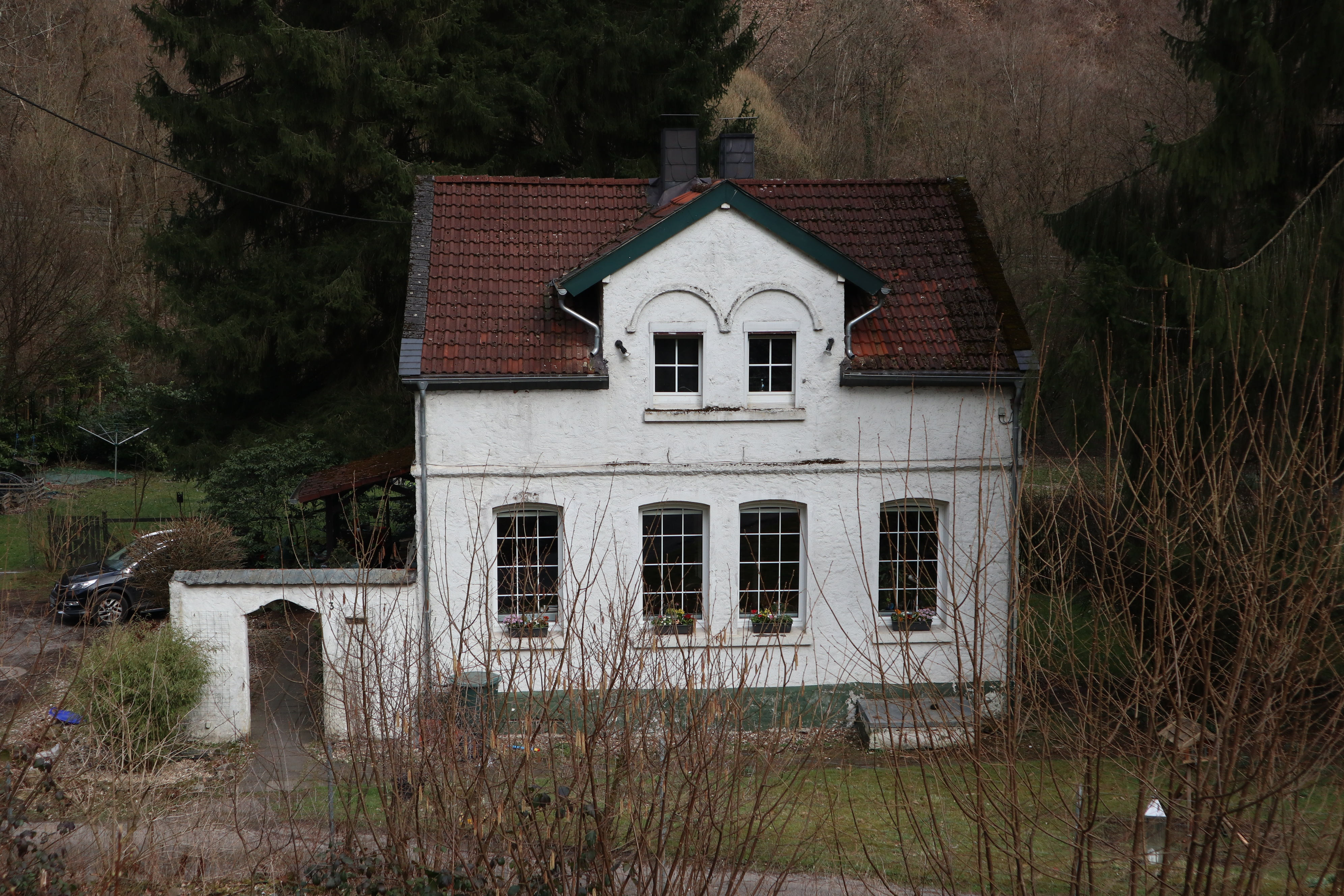
Ehem. Wärterhaus des Wasserwerks, Grunenburg 3
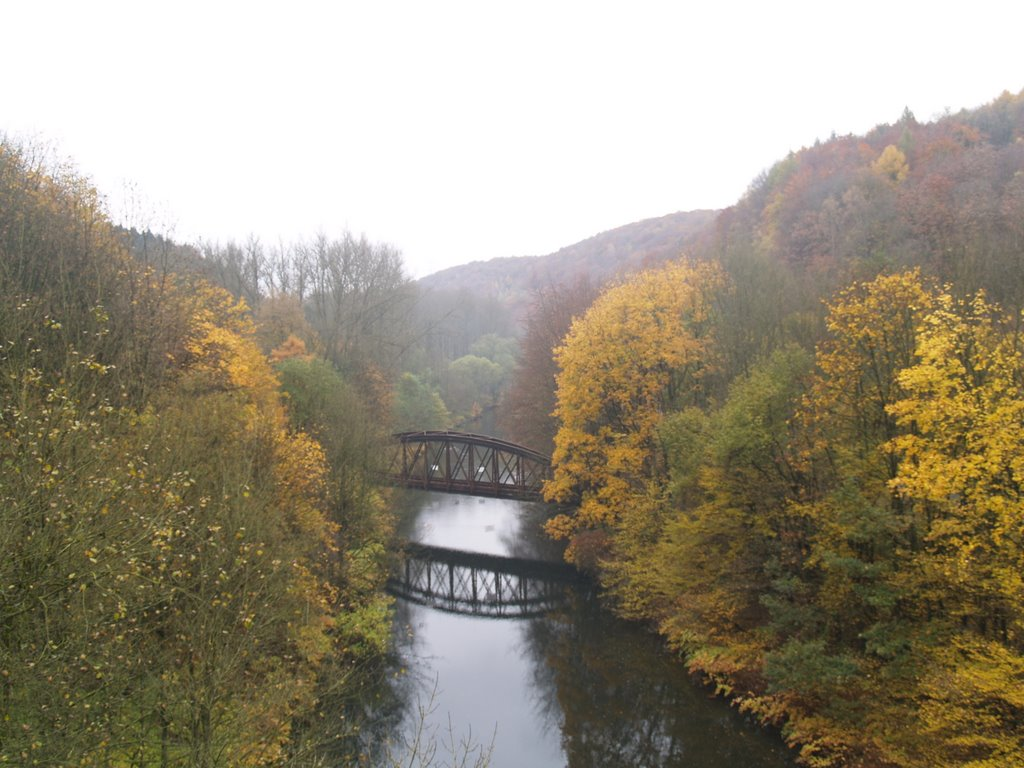
Brücke Grunenburg im Jahr 2008

Bei Grunenburg wurde am 1. Januar 1883 an der Wupper durch die Stadt Solingen ein Wasserwerk in Betrieb genommen, das zur Versorgung Solingens dem Ufer des Morsbach Trinkwasser entnahm und zum Wasserturm auf der Krahenhöhe hinaufpumpte. Die von Dampfmaschinen angetriebenen Pumpen benötigten als Brennstoff Steinkohle, für deren Antransport die Ronsdorf-Müngstener Eisenbahn mithilfe der 1892 errichteten  Brücke Grunenburg über die Wupper hinweg verlängert wurde. Das Wasserwerk wurde im Juli 1903 nach Inbetriebnahme der Solinger Trinkwassertalsperre und des Wasserwerks Glüder stillgelegt und später abgerissen. Einzig das ehemalige Wohnhaus des Wasserwerksbetriebswärters an der Grunenburg 3 blieb bis heute erhalten.
Neben dem Wasserwerk wurde von der Firma Bergisches Electrizitätswerk mbH am ehemaligen Standort des Kirschberger Kottens 1898 das Bergische Elektrizitätswerk errichtet, das erste Elektrizitätswerk Solingens. Für das Laufwasserkraftwerk wurde der Uferbereich umfangreich umgestaltet und die Wupper gestaut. 1906 übernahm das heutige RWE das Werk und betrieb es bis in die 1970er Jahre. Unterstützt wurden die Wassergeneratoren in der Anfangszeit von Dampfmaschinen, die ebenfalls Generatoren antrieben. Auch für diese wurde Steinkohle mittels der Bahnstrecke antransportiert. In den 1970er Jahren wurde das Elektrizitätswerk abgerissen.
Der Eisenbahnverkehr über die Brücke Grunenburg wurde bereits im Ersten Weltkrieg wieder stillgelegt. Die Brücke blieb erhalten, hatte jedoch keine Funktion mehr. In den 2000er Jahren scheiterte eine geplante Sanierung der Brücke. Schließlich wurde sie im Dezember 2014 abgerissen.